# Piščanci
Piščanci (nekoč italijansko Pischianzi, Pis'cianzi, Sottomonte) je naselje z okoli 143 prebivalci v Očini Trst.
Naselje leži na Krasu, meji na severu z Opčinami, na vzhodu s Ferlugi, na jugu s Kolonjo in Rojanom ter na zahodu z Greto in Trstenikom. Piščanci so od Železniške postaje Trst Center oddaljeni približno 2/3 km.

## Zgodovina
Naselje je dobilo ime po priimkih Piščanec in Piščanc, ki sta na tem območju zelo pogosta.